# Гаровка-2

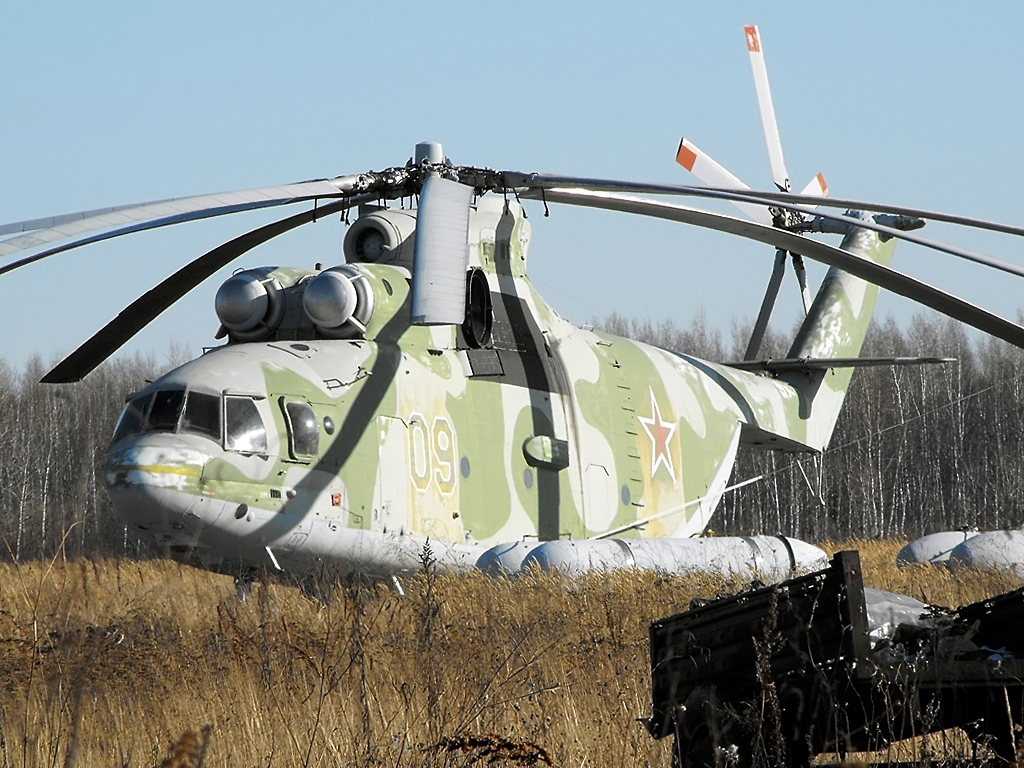
Ми-26 ВВС России на аэродроме Гаровка-2

Га́ровка-2 — село в Хабаровском районе Хабаровского края. Входит в Ракитненское сельское поселение. Градообразующее предприятие — одноимённый аэродром.

## География
Село Гаровка-2 — спутник Хабаровска.
Дорога к селу Гаровка-2 из Железнодорожного района идёт на юго-восток от улицы Целинная.
Примерно в 500 м западнее села Гаровка-2 расположено село Ракитное.
Примерно в 2 км севернее села Гаровка-2 расположено село Гаровка-1.
На восток от села Гаровка-2 идёт дорога к сёлам Дружба и Лесное.

## Население
| 1992 | 2002  | 2010  | 2011  | 2012  | 2021  |
| ---- | ----- | ----- | ----- | ----- | ----- |
| 1800 | ↗2166 | ↘1795 | ↗1801 | ↘1705 | ↘1618 |

## Инфраструктура
- В окрестностях села Гаровка-2 находится военный аэродром Гаровка-2, базировался 825-й отдельный вертолётный транспортно-боевой полк, в 2010 году полк был расформирован на основании Директивы Генерального Штаба от 04.12.2009 года №665/1/6151[7]. На аэродроме в Гаровке в настоящее время базируются вертолёты МЧС. ИВПП 04/22 — недействующая.
- В окрестностях села Гаровка-2 находятся дачные и коттеджные участки хабаровчан.
- В селе находится МБОУ СОШ с.Гаровка-2

## Интересные факты
825-й вертолётный полк называли «полк вдов», из-за постоянных командировок л/с на войну в Афганистан.